# کریستف پیگنول
کریستف پیگنول (انگلیسی: Christophe Pignol؛ زادهٔ ۱۵ اکتبر ۱۹۶۹) بازیکن فوتبال اهل فرانسه است.
از باشگاه‌هایی که در آن بازی کرده‌است می‌توان به باشگاه فوتبال نانت، آ.اس موناکو، باشگاه فوتبال لیل، و باشگاه فوتبال سن-اتین اشاره کرد.